# Raving Rabbids: Regreso al Pasado
The lapins crétins: Retour vers le passé, titulado en Estados Unidos como Raving Rabbids: Travel in time y en España como Raving Rabbids: Regreso al pasado es un videojuego de plataformas desarrollado y publicado por Ubisoft para las consolas Wii y Nintendo 3DS en 2011. Es la quinta entrega de los videojuegos de la serie Raving Rabbids, y la segunda donde Rayman no aparece y los Rabbids tienen total protagonismo. Salió a la venta en noviembre de 2010 en Europa y América y en enero de 2011 en Japón.

## Argumento
Los Rabbids, han entrado en una lavadora como la Máquina de Tiempo para regresar al pasado de hace muchísimos años, a las grandes etapas de la historia Universal como la Prehistoria, el antiguo Egipto, el tiempo de Leonardo Da Vinci, el de Newton, al lejano Oeste, la Antigua Roma, La Edad Media, La Llegada del Hombre a la Luna, La Copa Mundial de Fútbol del año 1966, Etc. Pero los Rabbids están en el año 2012 antes de 2011.

## Banda sonora
- YMCA - Village People
- Car Wash - Rose Royce
- Walk The Dinosaur - Was Not Was
- 40th Symphonty - Wolfang Adameus Mozart
- Maniac - Michael Sembello
- Gonna Fly Now - Bill Conti
- Infernal Gallop - Jacques Offenbach
- Jingle Bells - Frank Sinatra (Cuando los Rabbids disfrazado de Papa Noel)

Ahora los rabbids van cantar como un Coro como se llama la parodia Los Rabbids del Coro. Hay 7 Canciones en Coro.

## Siglos
- Valle de los Dinosaurios - -400000000
- Valle de los Dinosaurios - -100000
- Prehistoria - -400000
- Prehistoria - -32000
- Prehistoria - -3500
- Egipto - -2500
- Cesar - -44
- Merlin el Encatador - 520
- Cristóbal Colón - 1492
- Leonardo DaVinci y Mona Lisa - 1506
- Isaac Newton - 1665
- Primer Cometa - 1750
- Los Colores Piedras - 1799
- Primer Tren en Oeste - 1861
- La Estatua de Libertad - 1885
- Los Hermanos Wright - 1903
- Fabrica de Coches - 1908
- Titanic - 1912
- Hollywood / Bollywood - 1923
- Primer Banco - 1929
- Monte Rushmore - 1939
- Primer vuelo a la Luna - 1969
- Apolo 11 - 1975
- Museo - 2012

## Recepción
La versión de 3ds (Rabbids 3D)obtuvo una media de 6,70 en la web notamedia basado en 6 críticas de medios especializados:
Juegosdj dijo:"Rabbids 3D es un videojuego de plataformas que ha superado nuestras expectativas: lejos de ser una adaptación anecdótica que aprovecha el lanzamiento de la máquina de Nintendo, el proyecto de Ubisoft Casablanca es sólido, muy disfrutable y llamativo en lo que al apartado visual se refiere."
Pocket Invaders fue el más duro con el juego:"Rabbids 3D es un título que de habérsele dedicado más tiempo podría haber llegado a resultar interesante. Sin embargo, el juego se queda en un quiero y no puedo, un plataformas de corte tradicional con ausencia de reto alguno, escenarios bastante vacíos y sensación de tedio en general."	5,6
El resto de las valoraciones rondaban entre el 6 y el 7: 
SOS Gamers	8	
Vandal	 6,5	
VicioJuegos	5,8
Mundogamers	7